# Navarra de Infraestructuras de Cultura, Deporte y Ocio
Navarra de Infraestructuras de Cultura, Deporte y Ocio (de forma acrónima NICDO) es una empresa pública del Gobierno de Navarra situada en la capital navarra. Fundada en 2007, se encarga de la gestión cultural, deportiva y de ocio en la comunidad foral.

## Sede

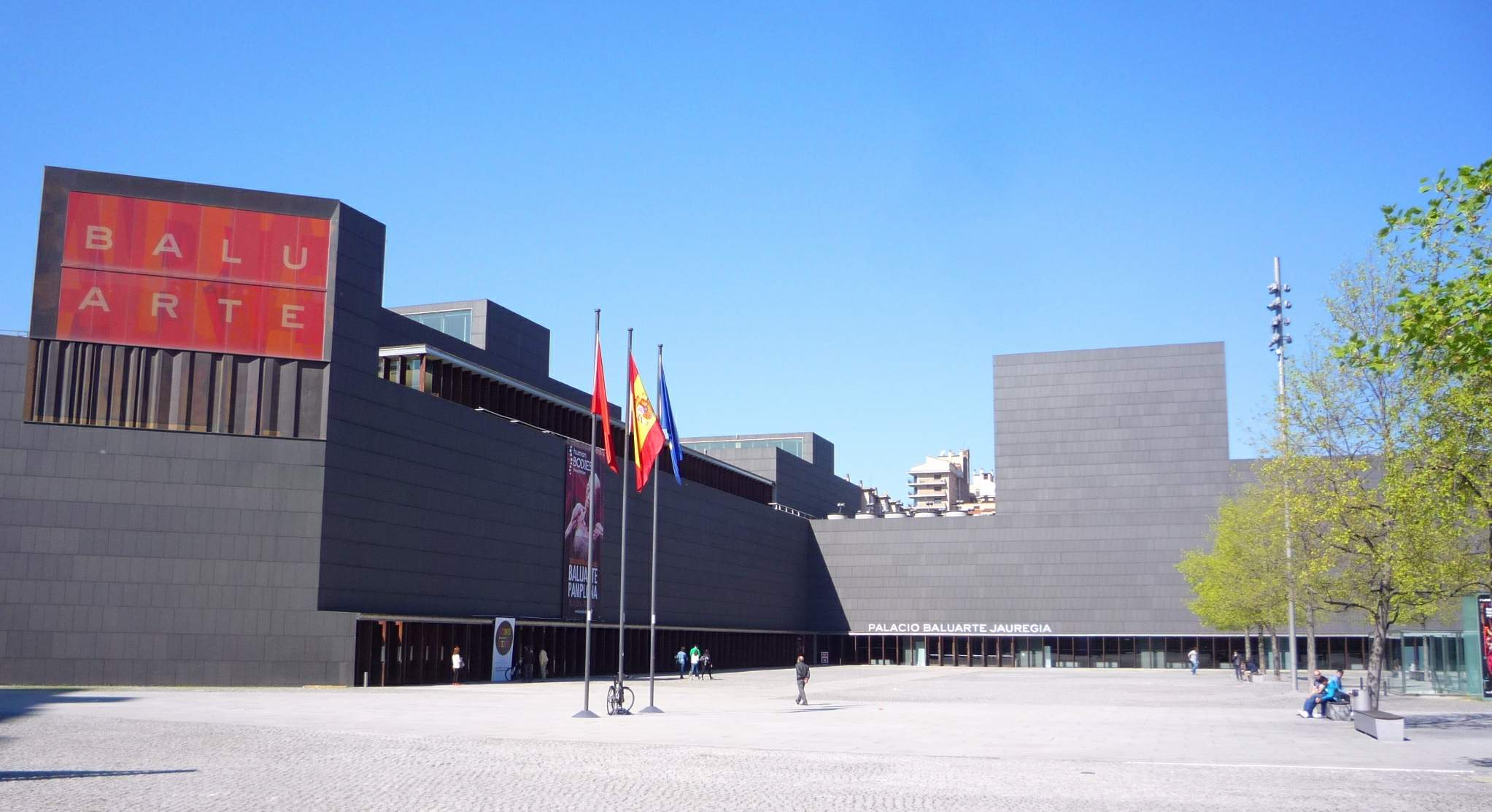
En el Palacio de Congresos y Auditorio de Navarra (Baluarte) de Pamplona se encuentra actualmente la sede de Navarra de Infraestructuras de Cultura, Deporte y Ocio.

Las oficinas de Navarra de Infraestructuras de Cultura, Deporte y Ocio se encuentran situadas en la Plaza del Baluarte de Pamplona.

## Historia

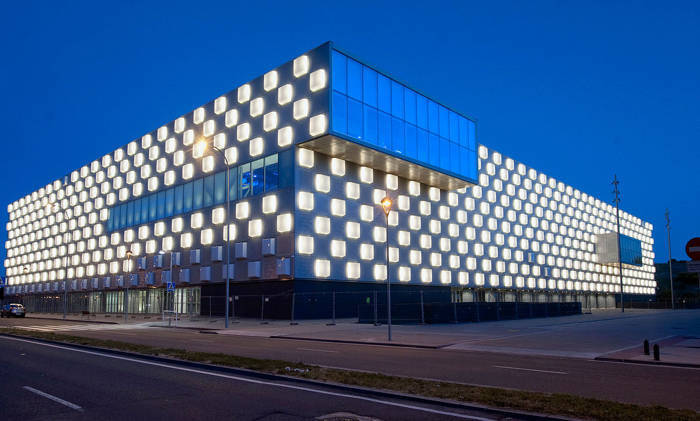
NICDO también gestiona el pabellón Navarra Arena.

Esta sociedad pública del Gobierno de Navarra surge en 25 de junio de 2007 para encargarse de forma directa la gestión del patrimonio cultural, deportivo y de ocio de la Comunidad Foral de Navarra.

## Entidades bajo su gestión

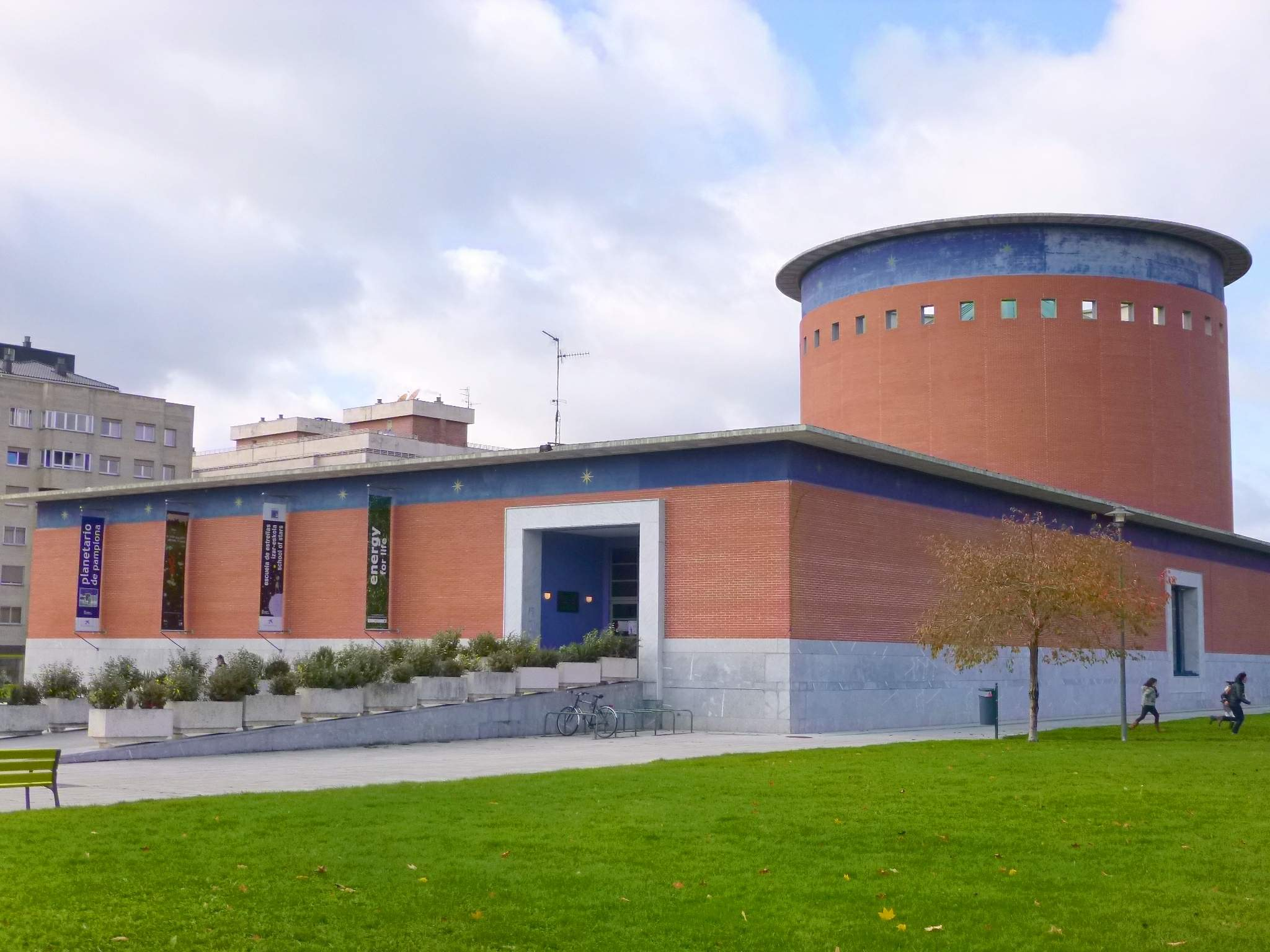
Vista el Planetario de Pamplona, gestionado por NICDO.

Navarra de Infraestructuras de Cultura, Deporte y Ocio gestiona de manera directa el Palacio de Congresos y Auditorio de Navarra (Baluarte), Planetario de Pamplona, Territorio de Ski Larra-Belagua y la última incorporación que ha sido el pabellón multiusos del Navarra Arena desde su apertura en septiembre de 2018.
En la actualidad ejerce también las labores de control de la gestión externalizada del Recinto Ferial de Navarra; gestionado por la empresa REFENA S.L., y el Circuito de Navarra; gestionado por la empresa Los Arcos MotorSport - LAMS.
Además, esta sociedad pública desarrolla la labor de gestión de la Filmoteca de Navarra y de la Navarra Film Commission y desarrolla servicios de comunicación y gestión para la Fundación Baluarte, entidad independiente responsable de la programación propia del Auditorio Baluarte, la Orquesta Sinfónica de Navarra y la coproducción de los Festivales de Danza, Teatro, Cine y Música de la Dirección General de Cultura del Gobierno de Navarra.

## Misión y objetivos
La misión de Navarra de Infraestructuras de Cultura, Deporte y Ocio comprende el desarrollo y ejecución de una estrategia conjunta para los centros de cultura, deporte y ocio bajo su ámbito de responsabilidad con el objeto de una generación óptima de impacto económico y social en Navarra a través del crecimiento económicamente sostenible del turismo cultural, deportivo, congresual o de reuniones (MICE), el acercamiento a la Comunidad Foral de Navarra una oferta cultural de primera calidad y global en términos de géneros y públicos, el fomento de la divulgación científica y la alfabetización en nuevas tecnologías.

## Composición[15][16]

### Consejo de administración
- Presidencia: Ana Herrera Isasi, Consejera de Cultura, Deporte y Juventud.
- Vicepresidencia: Manuel Ayerdi Olaizola.
- Vocalías: Maitena Ezkutari Artieda, Izaskun Goñi Razquin, Rubén Goñi Urroz, Dori López Jurío, Elvira Obanos Chaurrondo y Hasier Morrás Aranoa.
- Secretaría: Jorge Aleixandre Micheo.

### Dirección gerencia
Actualmente está dirigida por José Javier Lacunza Arraiza.

## Plantilla laboral
Navarra de Infraestructuras de Cultura, Deporte y Ocio tiene 34 personas empleadas de manera indefinida distribuidas en:

9 Baluarte.

9 Planetario.

4 Ski Larra-Belagua.

1 Filmoteca de Navarra.

1 Navarra Film Commission.

4 Navarra Arena.

5 servicios centrales.

1 dirección gerencia.